# Erőss László (tanár)
Erőss László (születésekor Erős, Csíkszereda, 1911. december 21. – 1993. július 12.) magyar kántortanító, -tanár, tanfelügyelő, helytörténész, Erőss Vilmos Ferenc apja, az Erőss család bethlenfalvi és lengyelfalvi nemes és csíkszentmiklósi gróf ágának a leszármazottja.

## Életút
Erőss Ferencz nagybirtokos, csíkszeredai önkormányzati képviselő és Gondos Karolina legkisebb gyermekeként született. Édesanyját korán elvesztette. A csíkszeredai római katolikus tanítóképzőben végezte el középiskolai tanulmányait. Itt Domokos Pál Péter tanítványa is volt. Később, 1930-ban érettségizett.
Első felesége, Csiszér Bertuska  pár hónappal házasságkötésük után tüdővészben elhunyt. Második felesége Péter Mária, Péter Ferenc csíkzsögödi nagybirtokos és Nagy Anna legkisebb lánya volt. Négy gyermekük született, Klára (fiatalon elhunyt tüdőgyulladásban 1945-ben), László Csaba (1943-2008), Lajos Zoltán (sz. 1947) és Vilmos Ferenc (sz. 1950).

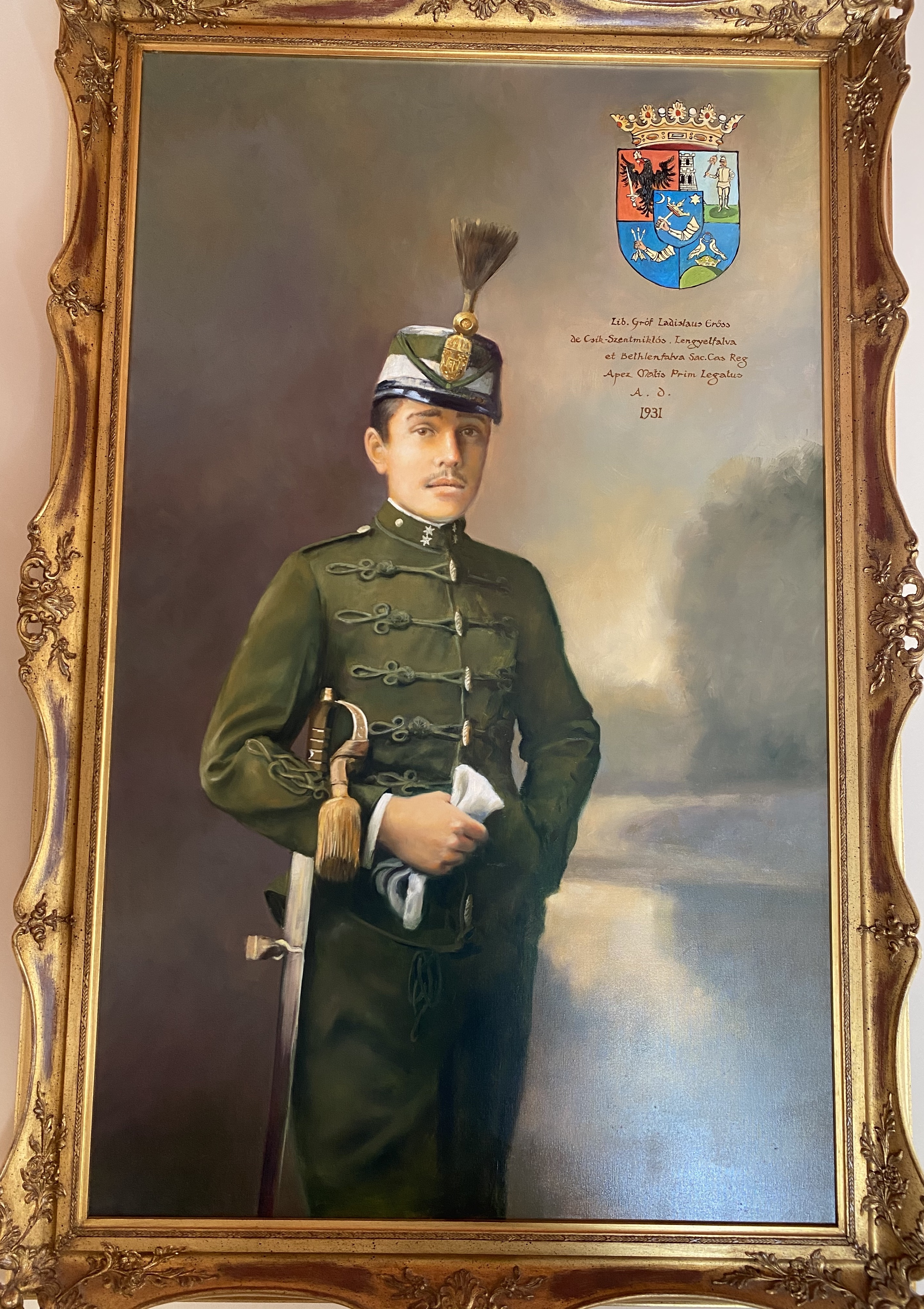
Erőss László festett portréja (1931)

1937. szeptember 1. és 1943. szeptember 1. között rendes tanítóként és igazgatóként munkálkodott a római katolikus népiskolánál Lövétén. 1939. augusztus 20-tól az egyházközség főkántora is volt. Tanítói és iskolaigazgatói teendőit egyaránt végezte a román megszállás idején, a magyar tannyelvű kisebbségi iskolamentés érdekében. Működésével felettesei elismerésében is részesült. Az iskolán kívüli népművelő munkában is kiemelkedő volt.